# Костино (посёлок, Дмитровский городской округ)
Костино — посёлок в Дмитровском районе Московской области, в составе сельского поселения Синьковское.

## География
Посёлок расположен в западной части района, недалеко от границы с Солнечногорским, примерно в 24 км к юго-западу от Дмитрова, на возвышенности Клинско-Дмитровской гряды, по правому берегу реки Лутосни, высота центра над уровнем моря 189 м. Ближайшие населённые пункты — Глухово на юго-востоке, Кульпино на северо-востоке и Семёновское на севере.

## История
До 2006 года Костино входило в состав Кульпинского сельского округа.
Постановлением Губернатора Московской области от 21 февраля 2019 года № 75-ПГ категория населённого пункта изменена с «деревня» на «посёлок».

## Население
| 2002 | 2006 | 2010 |
| ---- | ---- | ---- |
| 9    | ↗11  | ↘10  |